# 東横堀川
東横堀川（ひがしよこぼりがわ）は、大阪府大阪市を流れる運河。

## 地理
土佐堀川の上流部で南へ分かれて、中央区の船場・島之内の東縁を流れる。全長約3km。西へ向きを変えてから下流は道頓堀川となる。
阪神高速1号環状線（南行き）の経路に利用されており、川に蓋をするように高架橋が覆い被さっている。地図によっては阪神高速の表記のみで、東横堀川の表記を省略するものも見られ、川の存在感が薄れがちである。
以前は川底にヘドロが蓄積され、ガスが発生するほど汚れていたが、地元住民や自治体の努力によって水質は改善傾向にある。2000年（平成12年）には東横堀川水門と道頓堀川水門を設置して、高潮の防御および河川水位を一定に制御することが可能になり、親水性の高い水辺再生への取り組みがなされている。

## 歴史
1585年（天正13年）に豊臣秀吉の命により大坂城の西惣構堀として開削された、大阪市で最古の堀川である。なお、1594年（文禄3年）の開削とする説もある。1615年（慶長20年）に大坂冬の陣で徳川方と豊臣方が和睦する際、大坂城の惣掘の一部であるので和睦の条件の通りに埋め立てられた。しかし、大坂夏の陣で大坂城が落城するとすぐに掘り返され、ほぼ同時に堀止から西へ道頓堀川が開削され、1622年（元和8年）には末吉橋の下流側から西へ長堀川が開削された。

### 本町の曲がり
本町橋 - 農人橋間でS字にカーブを描き、一区画分（約40間）東へ折れ曲がっている。これは開削時にあった浄国寺という寺院を避けたためと言われている。水流が急になるために水難事故が絶えなかったことから、付近の住民らで水難よけの曲り淵地蔵尊を祀った。現在でも小さな祠が残っている 。また、この「本町の曲がり」は上方落語「饅頭こわい」にも登場する(詳しくは「饅頭こわい」の項を参照)。

## 東横堀川に架かる橋
上流から
- 葭屋橋 - 土佐堀通
- 今橋
- 高麗橋
- （東横堀川水門）
- 平野橋
- 大手橋
- 本町橋 - 本町通
- 農人橋 - 中央大通
- 久宝寺橋
- 安堂寺橋
- 末吉橋 - 長堀通
- 九之助橋
- 東堀橋
- 瓦屋橋
- 上大和橋

## ギャラリー

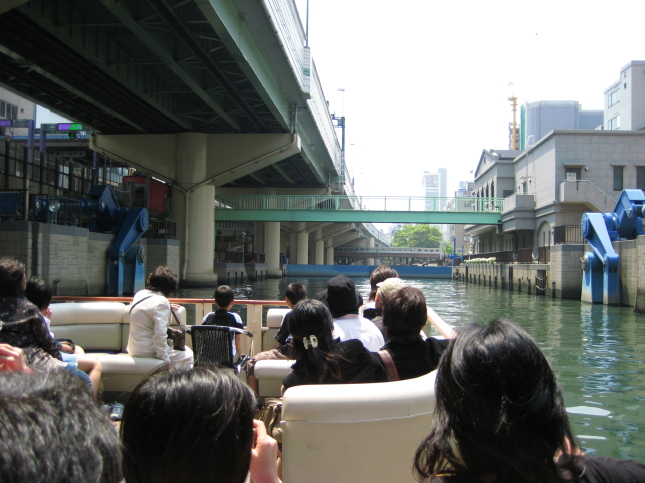
東横堀川水門の閘門に進入する大阪水上バスの水都号アクアmini（2008年4月27日撮影）
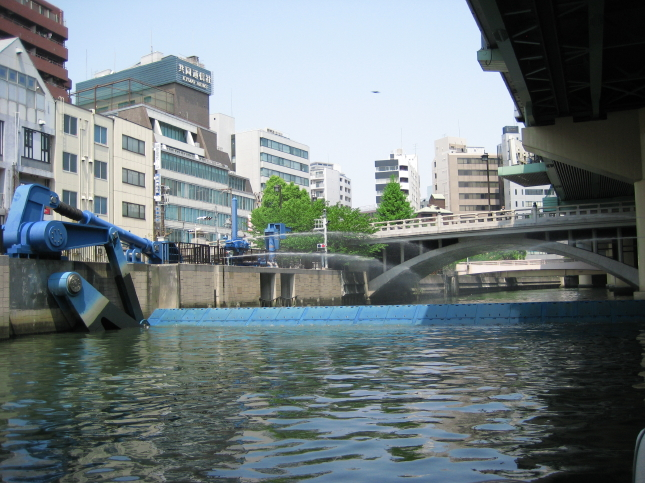
閘門のラジアルゲート（上流側）を上昇中の東横堀川水門（大阪水上バスの水都号アクアmini船上より。2008年4月27日撮影）

## リンク
東横堀川水辺再生協議会（e-よこ会）